# کنث تامسون
کنث تامسون (انگلیسی: Kenneth Thomson؛ ‏ ۷ ژانویهٔ ۱۸۹۹ – ۲۶ ژانویهٔ ۱۹۶۷) بازیگر اهل ایالات متحده آمریکا بود. وی دانش‌آموختهٔ دانشگاه کارنگی ملون بود و بین سال‌های ۱۹۲۶ تا ۱۹۳۷ میلادی فعالیت می‌کرد.
از فیلم‌ها یا مجموعه‌های تلویزیونی که وی در آن‌ها نقش داشته است می‌توان به دیوانه سینما اشاره نمود.